# Siyar Doldur
Siyar Doldur (* 29. Januar 2000 in Bellinzona) ist ein schweizerisch-türkischer Fußballspieler.

## Karriere

### Verein
Doldur begann seine Laufbahn beim FC Sion. Zur Spielzeit 2018/19 wurde er an die AC Bellinzona ausgeliehen, für die er am 4. August 2018 (1. Spieltag) beim 2:0 gegen die U-21 des FC Basel sein Debüt in der Promotion League, der dritthöchsten Schweizer Spielklasse, gab, als er in der 66. Minute für David Forzano eingewechselt wurde. Bis Saisonende kam er zu 23 Partien in der Promotion League, meist als Einwechselspieler. Zudem absolvierte er ein Spiel im Schweizer Cup, als die AC Bellinzona in der 2. Runde mit 1:2 gegen den Zweitligisten FC Winterthur ausschied.
Zur Saison 2019/20 schloss er sich auf Leihbasis dem Zweitligisten FC Chiasso an. Am 20. Juli 2019 (1. Spieltag) debütierte er beim 0:1 gegen den FC Wil in der Challenge League, als er in der Startelf stand. Bis zum Ende der Saison spielte er 13-mal in der zweithöchsten Schweizer Spielklasse.
Nach Leihende zur folgenden Spielzeit 2020/21 kehrte er zum FC Sion zurück. Im September und Oktober 2020 kam er zu zwei Einsätzen für die zweite Mannschaft in der Promotion League. Am 9. Dezember (7. Spieltag) desselben Jahres gab er beim 2:4 gegen den FC Basel zudem sein Debüt für die erste Mannschaft in der Super League, der höchsten Schweizer Liga, als er in der Startelf stand. Bis Saisonende kam er zu acht Erstligaspielen. Der FC Sion wurde in der Abschlusstabelle Neunter; in der folgenden Barrage gewannen die Sittener nach Hin- und Rückspiel mit insgesamt 6:4 gegen den FC Thun.

### Nationalmannschaft
Doldur kam für die Schweizer U-15-Auswahl zum Einsatz, bevor er 2017 einmal in der U-18-Nationalmannschaft spielte.